# Мишијена (Мичиген)
Мишијена (енгл. Michiana) град је у америчкој савезној држави Мичиген.

## Демографија
По попису из 2010. године број становника је 182, што је 18 (-9,0%) становника мање него 2000. године.
|                   | 2010.        | 2000.        |
| Укупно            | 182 (100,0%) | 200 (100,0%) |
| Белци             | 174 (95,60%) | 190 (95,00%) |
| Хиспаноамериканци | 5 (2,747%)   | 1 (0,500%)   |
| Афроамериканци    | 2 (1,099%)   | 8 (4,000%)   |
| Азијати           | 1 (0,549%)   | 0 (0,000%)   |
| Остали            | –            | 1 (0,500%)   |